# Floribundaria pseudofloribunda
Floribundaria pseudofloribunda är en bladmossart som beskrevs av Fleischer 1908. Floribundaria pseudofloribunda ingår i släktet Floribundaria och familjen Meteoriaceae. Inga underarter finns listade i Catalogue of Life.